# Baxt
Baxt (tiếng Uzbek: Baxt, tiếng Nga: Бахт, đã Latinh hoá: Bakht) hay Baht là một thành phố ở huyện Sirdaryo, tỉnh Sirdaryo, Uzbekistan. Dân số ước tính năm 1968 là 9.100 người, tăng lên thành 17.500 người vào năm 2016.

## Lịch sử
Baxt được thành lập vào năm 1899 như một khu định cư phục vụ tuyến vòng #121 trên tuyến đường sắt Trung Á nối liền Samarkand và Tashkent. Năm 1916, đường vòng đi qua được nâng cấp thành nhà ga đường sắt. Nhà ga được đặt tên là Velikoalexeyevskaya theo tên của hoàng tử Nga Alexey, người sẽ thừa kế ngai vàng. Năm 1963, khu định cư và nhà ga được đổi tên thành Baxt بخت (có nghĩa là "Hạnh phúc" trong tiếng Ba Tư). Năm 1980, Baxt được cấp địa vị thị trấn.

## Kinh tế
Từ những năm 1970, tại Baxt có một nhà máy vật liệu xây dựng và một nhà máy tinh chế bông.

## Giao thông
Baxt có một nhà ga đường sắt trên một tuyến đường sắt nối liền với Tashkent và Samarkand qua Guliston. Đường cao tốc M34 nối liền với Tashkent và Dushanbe cũng đi qua Baxt. Ngoài ra còn có đường địa phương.